# Coz I Luv You
Coz I Luv You – utwór angielskiego zespołu Slade, który napisali Noddy Holder i Jim Lea, a wyprodukował Chas Chandler. Był to drugi singel Slade, który został odnotowany na liście przebojów w Wielkiej Brytanii oraz pierwszy z sześciu, który osiągnął miejsce pierwsze w tamtejszym notowaniu.
Został wydany 30 października 1971 roku i zadebiutował na 26. miejscu listy przebojów. W następnym tygodniu osiągnął miejsce 8, a w kolejnym 1, na którym utrzymał się 4 tygodnie do 5 lutego 1972 roku. Zajmował wtedy 44. miejsce. Według autobiografii Noddy’ego Holdera singel ten sprzedał się w liczbie pół miliona egzemplarzy w zaledwie dwa tygodnie.

## Lista utworów
7" Single
1. „Coz I Luv You” – 3:24
2. „My Life is Natural” – 3:12

7" Single (reedycja – Polydor „Golden Greats” series)
1. „Coz I Luv You” – 3:24
2. „Mama Weer All Crazee Now” – 3:43

## Notowania na listach przebojów
| Notowanie (1971)              | Najwyższa pozycja | Ilość tygodni |
| ----------------------------- | ----------------- | ------------- |
| australijska lista przebojów  | 9                 | 14            |
| belgijska lista przebojów     | 6                 | 11            |
| holenderska lista przebojów   | 2                 | 11            |
| francuska lista przebojów     | 9                 | 3             |
| niemiecka lista przebojów     | 9                 | 16            |
| irlandzka lista przebojów     | 1                 | 9             |
| nowozelandzka lista przebojów | 24                |               |
| brytyjska lista przebojów     | 1                 | 15            |

## Covery
- W 1971 roku Alan Caddy Orchestra and Singers wydał cover utworu na albumie Six Top Hits[7].
- W 1973 roku Vandyke Brown, Unicorn Express and Indigo Blue nagrał ten utwór wraz z innymi piosenkami Slade (Cum On Feel the Noize i Take Me Back 'Ome) na album Million Copy Hit Songs Made Famous by Slade, T. Rex, Sweet[8].
- W 1991 roku brytyjski zespół rockowy Go Crazy nagrał tę piosenkę w hołdzie dla Slade. Początkowo Ian Edmundson nagrał i wyprodukował cover dla siebie jednak ostatecznie zdecydował się wydać go pod nazwą zespołu, w którym ówcześnie grał[9].
- W 1992 roku brytyjski zespół rockowy The Stuff Wonder nagrał ten utwór na album Ruby Trax – The NME’s Roaring Forty, który zawierał piosenki różnych artystów[10].
- W 1994 były basista Slade, Jim Lea, nagrał własną wersję piosenki i wydał ją jako singel. Sygnował ją nazwą Jimbo Feat Bull[11].
- W 2000 były wokalista Slade, Noddy Holder, nagrał akustyczną wersję dla jednego z show pokazywanych w angielskiej telewizji[12].
- W 2002 niemiecki zespół Böhse Onkelz nagrał swoją wersję na stronę B singla Keine Amnestie für MTV[13].
- Od 2006 roku, angielski piosenkarz James Blunt rozpoczął wykonywanie utworu na swoich koncertach.
- W 2007 roku piosenka została wykorzystana przez Evidence do piosenki zatytułowanej Things You Do zawartej na albumie The Weatherman LP[14].

## Skład
- Noddy Holder: wokal, gitara
- Jim Lea: skrzypce, wokal wspierający
- Dave Hill: gitara basowa, wokal wspierający
- Don Powell: perkusja